# Facteur clé de succès
Pour les articles homonymes, voir FCS.

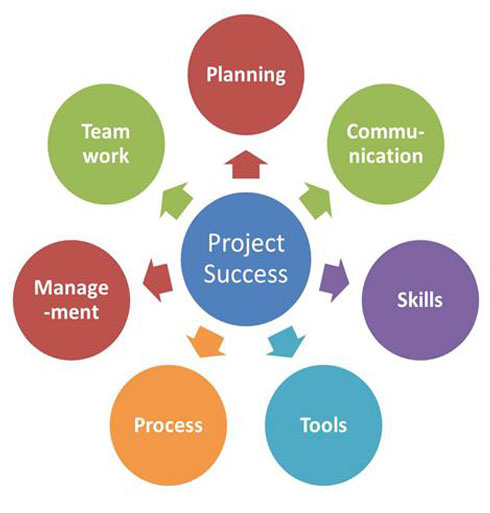
Schéma du facteur clé de succès

Un facteur clé de succès (ou FCS) est un élément stratégique essentiel à prendre en compte pour s'attaquer à un marché. Chaque entreprise fait face à plusieurs FCS qu'il est nécessaire de maîtriser au risque de ne pas être compétitive. En revanche, leur maîtrise ne garantit pas le succès, qui dépend de l'acquisition d'un ou de plusieurs avantages concurrentiels.

## Déterminants
Les FCS sont déterminés au préalable par une étude de marché qui permet d'identifier les besoins des clients.
En effet, les FCS sont changeants selon plusieurs variables :
- Le secteur d'activité (ou l'industrie)
- Le cycle de vie du produit

Par exemple, la disponibilité du site Internet est un FCS pour une entreprise de commerce en ligne, ce qui n'est pas le cas pour un menuisier.
- La phase du cycle de vie du produit :
  - Phase d'introduction : le FCS est la maîtrise technologique
  - Phase de croissance : le FCS est la maîtrise de la commercialisation
  - Phase de maturité : le FCS est la capacité à produire en grande quantité à des coûts réduits
  - Phase de déclin : le FCS est la capacité à proposer des coûts réduits

## En gestion de projets
Des études croisées multiples sur un grand nombre de projets dans plusieurs pays démontrent que les facteurs clés de succès de base se résument de la manière suivante, :
| Stratégie dominante                                                               |                          |
| Plan                                                                              |                          |
| --------------------------------------------------------------------------------- | ------------------------ |
| Définition claire de la charte de projet, des objectifs, des rôles et des impacts | Clarté (transparence)    |
| Accès à des ressources financières                                                | Efficacité               |
| Établissement des normes de qualité                                               | Efficacité               |
| Calendrier réaliste                                                               | Efficacité               |
| Budget équilibré                                                                  | Efficacité               |
| Processus                                                                         |                          |
| Méthodologie formelle de travail                                                  | Efficience               |
| Infrastructures solides                                                           | Efficience               |
| Personnes                                                                         |                          |
| Esprit d'équipe                                                                   | Collaboration            |
| Compétences                                                                       | Compétences (Confiance)  |
| Engagement                                                                        | Engagement               |
| Pouvoir                                                                           |                          |
| Expérience des gestionnaires                                                      | Contrôle et transparence |
| Sens d'équité                                                                     | Équité                   |
| Stratégie de contingence                                                          |                          |
| Évaluation des risques et des vulnérabilités                                      | Efficacité et efficience |